# Gran Premi de Gran Bretanya del 2005
Resultats del Gran Premi de la Gran Bretanya de Fórmula 1 de la temporada 2005, disputat al circuit de Silverstone el 7 de juliol del 2005.

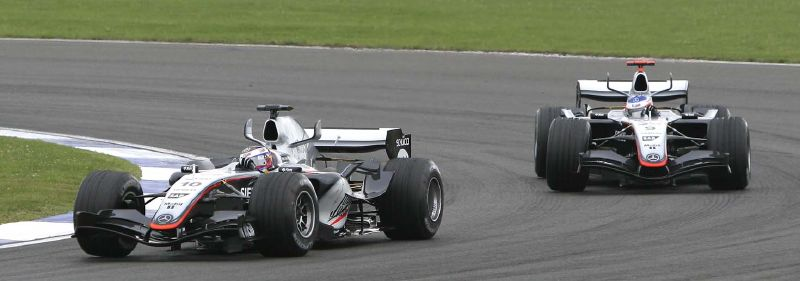
Montoya i Räikkönen al Gran Premi de Gran Bretanya del 2005

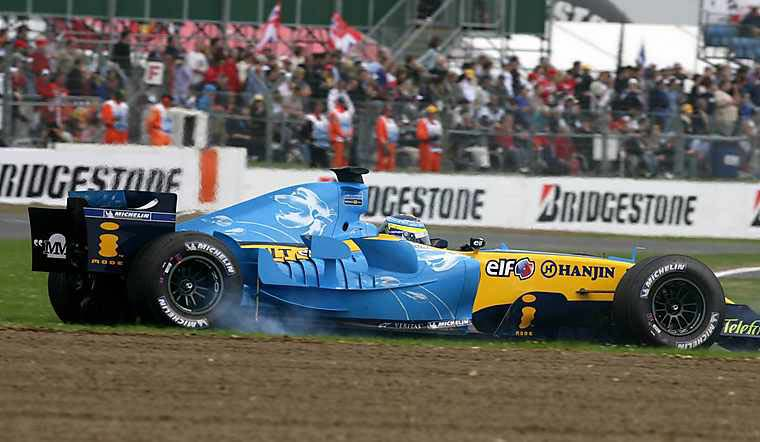
Sortida de pista de Fisichella al Gran Premi de Gran Bretanya del 2005

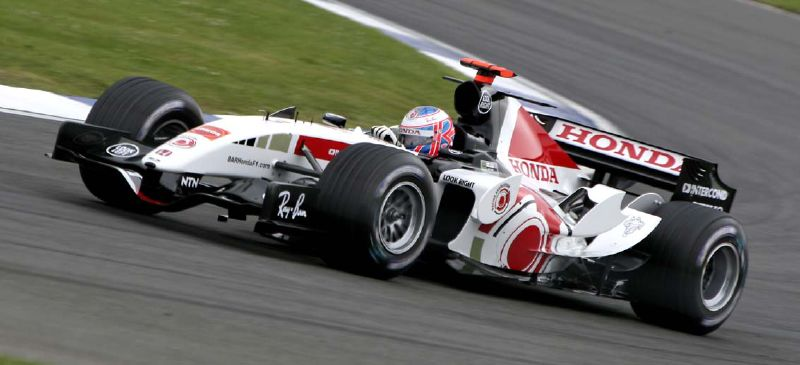
Jenson Button al GP de Gran Bretanya'05

## Resultats
| Pos | No | Pilot                | Equip               | Voltes | Temps/ Retirada | Pos. de sortida | Punts |
| --- | -- | -------------------- | ------------------- | ------ | --------------- | --------------- | ----- |
| 1   | 10 | Juan Pablo Montoya   | McLaren - Mercedes  | 60     | 1h 24' 29. 588  | 3               | 10    |
| 2   | 5  | Fernando Alonso      | Renault             | 60     | + 2.7 s         | 1               | 8     |
| 3   | 9  | Kimi Räikkönen       | McLaren - Mercedes  | 60     | + 14.4 s        | 12              | 6     |
| 4   | 6  | Giancarlo Fisichella | Renault             | 60     | + 17.9 s        | 6               | 5     |
| 5   | 3  | Jenson Button        | BAR - Honda         | 60     | + 40.3 s        | 2               | 4     |
| 6   | 1  | Michael Schumacher   | Ferrari             | 60     | + 1' 15.3 min.  | 9               | 3     |
| 7   | 2  | Rubens Barrichello   | Ferrari             | 60     | + 1' 16.6 min.  | 5               | 2     |
| 8   | 17 | Ralf Schumacher      | Toyota              | 60     | + 1' 19.2 min.  | 8               | 1     |
| 9   | 16 | Jarno Trulli         | Toyota              | 60     | + 1' 20.9 min.  | 4               |       |
| 10  | 12 | Felipe Massa         | Sauber - Petronas   | 59     | + 1 Volta       | 16              |       |
| 11  | 7  | Mark Webber          | Williams - BMW      | 59     | + 1 Volta       | 11              |       |
| 12  | 8  | Nick Heidfeld        | Williams - BMW      | 59     | + 1 Volta       | 14              |       |
| 13  | 14 | David Coulthard      | Red Bull - Cosworth | 59     | + 1 Volta       | 13              |       |
| 14  | 11 | Jacques Villeneuve   | Sauber - Petronas   | 59     | + 1 Volta       | 10              |       |
| 15  | 15 | Christian Klien      | Red Bull - Cosworth | 59     | + 1 Volta       | 15              |       |
| 16  | 4  | Takuma Sato          | BAR - Honda         | 58     | + 2 Voltes      | 7               |       |
| 17  | 18 | Tiago Monteiro       | Jordan - Toyota     | 58     | + 2 Voltes      | 20 ‡            |       |
| 18  | 21 | Christijan Albers    | Minardi - Cosworth  | 57     | + 3 Voltes      | 18              |       |
| 19  | 20 | Patrick Friesacher   | Minardi - Cosworth  | 56     | + 4 Voltes      | 19              |       |
| Ret | 19 | Narain Karthikeyan   | Jordan - Toyota     | 10     | Part elèctrica  | 17              |       |

## Altres
- Pole: Fernando Alonso 1' 19. 905

- Volta ràpida: Kimi Räikkönen 1' 20. 502 (a la volta 60)